# Can Carreres (els Hostalets de Pierola)
Can Carreres és una masia dels Hostalets de Pierola (Anoia) inclosa a l'Inventari del Patrimoni Arquitectònic de Catalunya.

## Descripció
El Mas, de planta rectangular i cobert a quatre aigües, té un capella al costat. Capella de planta rectangular i teulada a dues vessants. sense absis. Destaquen la façana, el ràfec i els esgrafiats. La façana en la part baixa està recoberta d'un estucat imitant carreus i a la part superior, l'estucat, té decoracions geomètriques a banda i banda del rosetó, també ressaltant amb la decoració, que segueixen fines al frontó on ja ha desaparegut bona part. El capcer s'acaba amb una forma ondulada, de més alçada al centre on hi ha un petit campanar d'espadanya. Es remata amb maó vist. El ràfec dels murs laterals està format per desfilades de maó i desfilades de teula. destaca, per sota, en el mur, la decoració de l'estucat: una sanefa de formes ondulades.

## Història
Pere Carreras Estrada, amo de la masia, demanà llicència per obrar una capella. Va obtenir el permís per obrar-la junt a la casa el dia 22 de desembre del 1810 del Vicari General D. Pere J. Broto. Va ser beneïda el 29 de desembre del 1813.